# Rick Wakeman
Rick Wakeman, nacido Richard Christopher Wakeman (Londres, 18 de mayo de 1949), es un compositor e intérprete británico, famoso por ser integrante del grupo de rock progresivo Yes y por su prolífica carrera solista.
Empezó siendo un pianista entrenado en música clásica, y se hizo célebre por el empleo de multitud de teclados electrónicos que fueron en su momento de última generación, y el uso de orquestas y coros como acompañamiento de una banda de rock.
Compró su primer teclado electrónico (un sintetizador Minimoog) del actor Jack Wild.
Wakeman pudo comprarlo a mitad de su precio de venta ya que Wild creía que no funcionaba bien porque solo ejecutaba una nota a la vez (no sabía que se trataba de un sintetizador monofónico).
Actualmente tiene un programa en la radio Planet Rock. Es considerado por la crítica musical y los aficionados como uno de los más destacados tecladistas de rock de todos los tiempos. Por ejemplo, el 26 de septiembre de 2014, el guitarrista de Queen, Brian May, declaró públicamente, en el concierto Starmus de Tenerife: "probablemente el tecladista más grande del rock es Rick Wakeman..., de hecho ni siquiera probablemente."

## Historia

### Primeros años
Rick Wakeman nació en el suburbio de Perivale, al oeste de Londres, y asistió a la escuela Drayton Manor Grammar School. Estudió piano, clarinete, orquestación y música moderna en el Royal College Music de Londres, pero pronto relegó sus estudios en favor de las sesiones en vivo en pubs y clubes londinenses, por lo que fue finalmente expulsado.
Desde 1969 y hasta 1973, Wakeman sería un músico de sesión muy activo, colaborando en discos de artistas como David Bowie, para el que toca el mellotron en los álbumes Space Oddity (1969) y Hunky Dory (1971, en los temas «Life on Mars?», «Oh! You Pretty Things» y «Changes»); de Cat Stevens, para el que toca el piano en el tema «Morning Has Broken»; o de Al Stewart. En 1985, Wakeman colaboraría otra vez con Bowie en el álbum Absolute Beginners.
También participó como músico de sesión en el álbum Dragonfly (1970), del grupo Strawbs, al que finalmente se incorporó como miembro permanente y grabó con ellos entre 1970 y 1971 los álbumes Just a Collection of Antiques and Curios y From the Witchwood. En 1971 se editaría también un álbum, Piano Vibrations, resultado de una grabación para la que Wakeman fue contratado con el propósito de interpretar la música de acompañamiento para un artista desconocido. La grabación se hizo en los estudios Pye en Londres, y fue publicado por Polydor aprovechando el éxito de Strawbs.

### Carrera con Yes
Wakeman entró en la banda de rock Yes en 1971, en sustitución del tecladista Tony Kaye. Su primer álbum con el grupo fue Fragile (1971, Reino Unido; 1972, Estados Unidos), al que seguirían Close to the Edge (1972), el triple en directo Yessongs (1973) y el doble en estudio Tales from Topographic Oceans (1973, Reino Unido; 1974, Estados Unidos). Abandonó la banda después de la gira de presentación de Tales from Topographic Oceans.
De todos los miembros de Yes, Wakeman era el único cuya dieta incluía carne, una diferencia que lo alejó de los estrictos vegetarianos miembros del grupo.
Sin embargo, la razón primaria de su alejamiento inicial fueron las diferencias musicales.
Wakeman sentía que Tales from Topographic Oceans tenía poca sustancia y no tenía buena conexión entre sus temas.
Además no disfrutaba del hecho de tener que reproducir la obra completa en recitales cada noche.
En 1977 regresó al grupo grabando con él Going for the One (1977) y Tormato (1978). También es el tecladista de Yes en algunas de las canciones del doble en directo Yesshows (1980). Desde entonces ha vuelto a ser el tecladista de Yes de manera intermitente, en los discos: Anderson, Bruford, Wakeman, Howe (1989), siendo este disco el de un "Yes alternativo" hoy plenamente aceptado como de Yes, Union (1991), Keys to Ascension (1996), Keys to Ascension 2 (1997) y Keystudio (2001). Desde entonces, Rick Wakeman ya no ha vuelto a participar en ningún disco de este grupo.
No obstante, aunque luego no participara en la grabación del disco de Yes Magnification (2001), sí que formó parte del grupo durante su gira promocional en directo.
En 2016 se vuelve a crear un Yes alternativo: Rick Wakeman, Jon Anderson y Trevor Rabin (los tres exmiembros de Yes), anuncian una importante gira bajo el nombre resultado de sus iniciales ARW. Más tarde cambiarían el nombre de este nuevo grupo a "Yes featuring Jon Anderson, Trevor Rabin, Rick Wakeman". El grupo sigue hoy en activo.

### Carrera en solitario
Su debut en solitario se produjo al tiempo que aún permanecía en Yes, con el álbum The Six Wives of Henry VIII (1973). En la grabación participaron varios componentes y excomponentes del grupo, como el guitarrista Steve Howe, el bajista Chris Squire y los bateristas Bill Bruford y Alan White. El disco, que obtuvo enormes ventas, catapultó la carrera del artista, y parte de su material fue interpretado en las giras de Yes, tal y como se recoge en el álbum en directo Yessongs.
Su siguiente álbum fue Journey to the Centre of the Earth (1974), otro álbum conceptual muy exitoso basado en la novela de Julio Verne que vendió más de 14 millones de copias, convirtiéndose de esa manera en el disco más vendido en la historia del rock sinfónico. En este álbum, Wakeman es acompañado por una banda de rock, la London Symphony Orchestra y el English Chamber Choir.
En 1975, lanzó su tercer álbum conceptual The Myths and Legends of King Arthur and the Knights of the Round Table, el cual fue apoyado por un show en vivo con bailes de patinaje sobre hielo, un gran número de músicos, que incluían su banda de rock, una orquesta y dos coros.
El show fue muy bien recibido, pero su costo era extravagante y lo hizo declarar bancarrota.
Con Lisztomania (1975) se adentra en el cine. Posteriormente, con excepciones, como el disco 1984 (en 1981), se va alejando gradualmente del rock conceptual y progresivo (género que empezó a decaer a finales de la década de 1970) llegando a refugiarse, en la siguiente década, en un estilo más New Age, muy de moda entre los buscadores de alternativas al pop entre 1980 y 1990.
Su retorno al rock progresivo se produce, también de manera gradual, a lo largo de la década de 1990 llegando a su máxima intensidad en 1999 con su Return to the Centre of the Earth. En este disco vuelve a participar la London Symphony Orchestra y el English Chamber Choir, como en los viejos tiempos. Además colaboran en este mastodóntico proyecto otros artistas como Justin Hayward de The Moody Blues, Katrina Leskanich, Tony Mitchell, Ozzy Osbourne, Bonnie Tyler y el guitarrista de Yes Trevor Rabin con el que había entablado amistad en la gira del grupo de 1991.
En 2011, Wakeman, junto con Rubino Bruno de Fiaba, ha estado grabando y arreglando el álbum debut de estudio de la cantante italiana Valentina Blanca 
La discografía de Rick Wakeman es extensísima y continúa todavía realizando numerosos conciertos tanto en solitario como con su grupo o junto a Jon Anderson y Trevor Rabin.
Ha tocado (como invitado o como músico de sesión) para artistas tan dispares como:
- John Williams,
- Brotherhood of Man,
- Elton John,
- Lou Reed,
- David Bowie (es notable su melotrón en Space Oddity, piano en Life On Mars y Changes),
- Cat Stevens (incluido el piano en el himno Morning Has Broken),
- T. Rex,
- Ozzy Osbourne,
- Black Sabbath (tocando teclados en Sabbra Cadabra y Who are You en Sabbath Bloody Sabbath de 1973),
- Brian May (guitarrista de Queen)

## Vida personal
Debido a un alcoholismo del que actualmente se encuentra totalmente recuperado, Wakeman tuvo varios ataques al corazón antes de cumplir treinta años.
El primero ocurrió a los 25 años de edad, apenas abandonó Yes (a principios de 1974), durante el lanzamiento de Viaje al centro de la Tierra.
Se casó con la modelo de Page Three Nina Carter, de la que más tarde se divorciaría.
Se convirtió en un activo cristiano en la época de este matrimonio.
Tuvo varios hijos, que heredaron el interés de su padre por la música:
- Adam Wakeman
- Oliver Wakeman
- Oscar Wakeman
- Jemma Wakeman
- Ben Wakeman y
- Manda Wakeman

## Discografía

### Solo y con su hijo Adam
- 1971: Piano Vibrations
- 1973: Las seis esposas de Enrique VIII
- 1974: Journey to the Centre of the Earth
- 1975: The Myths and Legends of King Arthur and the Knights of the Round Table
- 1975: Lisztomania (banda sonora de la película, donde él también actúa)
- 1976: No Earthly Connection
- 1977: White Rock (banda sonora de los Juegos Olímpicos de Invierno)
- 1977: Rick Wakeman's Criminal Record
- 1978: The Royal Philharmonic Orchestra Performs the Best Known Works of Rick Wakeman
- 1979: Rhapsodies
- 1981: The Burning (banda sonora de la película The burning)
- 1981: 1984
- 1982: Rock 'N' Roll Prophet
- 1983: The Cost of Living
- 1983: G'ole! (banda sonora de la Copa del Mundo 1982 de la FIFA)
- 1985: Silent Nights
- 1985: Live at Hammersmith
- 1985: Beyond the Planets
- 1986: Country Airs
- 1986: Crimes of Passion (banda sonora)
- 1986: Hero  (banda sonora de la Copa del Mundo 1986 de la FIFA)
- 1987: The Gospels
- 1987: Family Album
- 1988: Time Machine
- 1988: Suite of Gods
- 1988: Zodiaque
- 1989: Black Nights in the Court of Ferdinand IV
- 1989: Sea Airs
- 1990: Night Airs
- 1990: Phantom Power (banda sonora)
- 1990: In the Beginning
- 1991: Rock 'n' Roll Prophet Plus (reissue of: Rock 'n' Roll Prophet plus 4 new tracks)
- 1991: Aspirant Sunset
- 1991: Aspirant Sunrise
- 1991: Aspirant Sunshadows
- 1991: Suntrilogy
- 1991: The Classical Connection (remakes of earlier works)
- 1991: 2000 A.D. Into the Future
- 1991: African Bach
- 1991: Softsword: King John and the Magna Charter
- 1993: Heritage Suite
- 1993: Classic Tracks
- 1993: Wakeman with Wakeman
- 1993: No Expense Spared
- 1993: The Classical Connection II
- 1993: Prayers
- 1994: Wakeman with Wakeman: The Official Bootleg (en vivo)
- 1994: Live on the Test (en vivo – recorded in 1976)
- 1994: Rick Wakeman's Greatest Hits (remakes of old works)
- 1995: The Piano Album
- 1995: Seven Wonders of the World
- 1995: Cirque Surreal
- 1995: Romance of the Victorian Age
- 1995: King Biscuit Flower Hour (en vivo – recorded in 1975)
- 1995: Visions
- 1995: Simply Acoustic (known as: The Piano Album)
- 1995: The Private Collection
- 1995: Almost Live in Europe (en vivo)
- 1996: Fields of Green
- 1996: Voyage (compilation)
- 1996: The New Gospels
- 1996: Tapestries
- 1996: The Word and Music
- 1996: Orisons
- 1996: Can You Hear Me?
- 1996: Vignettes
- 1997: Tribute (covers de The Beatles)
- 1998: Themes
- 1999: Return to the Centre of the Earth
- 1999: The Natural World Trilogy
- 1999: The Art in Music Trilogy
- 1999: White Rock II
- 1999: Stella Bianca alla corte de Re Ferdinando
- 2000: Recollections: The Very Best of Rick Wakeman 1973-1979 (recopilación)
- 2000: Preludes to a Century
- 2000: Chronicles of Man
- 2000: Christmas Variations
- 2000: Rick Wakeman Live in Concert 2000 (en vivo)
- 2001: Frost in space
- 2001: Out of the Blue
- 2001: Classical Variations
- 2001: Two Sides of Yes
- 2002: The Wizard and the Forest of All Dreams
- 2002: Hummingbird con Dave Cousins
- 2002: The Yes Piano Variations
- 2002: Two Sides of Yes – Volume 2
- 2002: Songs of Middle Earth (Inspirado en el Señor de Los Anillos)
- 2003: Out There
- 2005: Rick Wakeman at Lincoln Cathedral
- 2006: Retro
- 2007: Amazing Grace
- 2007: Retro 2
- 2007: Live at the BBC
- 2010: Always with you
- 2012: Journey to The Centre of The Earth (nueva versión de estudio)
- 2016: The Myths and Legends of King Arthur and the Knights of the Round Table (nueva versión extendida)
- 2017: Piano Portraits
- 2018: Piano Odyssey
- 2020: The Red Planet

### Con Strawbs
- 1970: Just a Collection of Antiques and Curios (álbum en vivo)
- 1971: From the Witchwood (álbum de estudio)

### Con Yes

#### Álbumes de estudio
- 1971: Fragile
- 1972: Close to the Edge
- 1973: Tales from Topographic Oceans
- 1977: Going for the One
- 1978: Tormato
- 1989: Anderson Bruford Wakeman Howe (como ABWH)
- 1991: Union
- 1996: Keys to Ascension
- 1997: Keys to Ascension 2

#### Álbumes en vivo
- 1973: Yessongs
- 1980: Yesshows
- 1996: Keys to Ascension
- 1997: Keys to Ascension 2
- 2007: Live at Montreux 2003

#### Compilaciones
- 1975: Yesterdays (solo el primer tema)
- 1981: Classic Yes
- 1991: Yesyears
- 1992: Yesstory
- 1993: Highlights: The Very Best of Yes
- 2001: Keystudio
- 2002: In a Word: Yes (1969 -)
- 2003: The Ultimate Yes: 35th Anniversary Collection
- 2005: The Word Is Live
- 2006: Essentially Yes